# FrieslandCampina
FrieslandCampina (транскр.  ФрисландКампина) је велика, међународно оперативна млекарска задруга, коју су формирали произвођачи млека у Холандији, Белгији и Немачкој. Компанија званично постоји од 30. децембра 2008. године и настала је спајањем млечних задруга Фрисланд Фудс и Кампина. Стварне активности задруге се одвијају у Роиал ФрисландКампина НВ. У децембру 2004, Фрисланд Фудс је добио краљевску ознаку поводом своје 125. годишњице. Након спајања, званично име ће постати „Конинклајке ФрисландКампина“ (енгл. Royal FrieslandCampina).
Производи ФрисландКампина се продају у више од 100 земаља широм света. Брендови који се носе укључују Чокомел, Фристи, Оптимел, Мона, Валес (замена за месо на бази млека) и Фрисхе Влаг.

## Спајање Фрисланд Фудс и Кампина
Кампина и Фрисланд Фудс, у то време две највеће млекарске задруге у Холандији, објавиле су 19. децембра 2007. да желе да се споје. У априлу 2008. године обе компаније су постигле споразум о спајању, након одобрења од стране Савета чланова. Европска комисија је одобрила спајање 17. децембра 2008. уз услов да нова компанија одустане од неких активности. Ово је укључивало два бренда за дуготрајна млечна пића (Јого! Јого! и Чоко Чоко) и две фабрике, односно у Најкерку (свежа млекара) и Блескенсхраф (сир). Без ове продаје, две компаније би контролисале отприлике 70-80% откупа сировог млека; доминантан положај у Холандији који не би користио конкуренцији. Истог дана, сточари су коначно одобрили спајање.
У време најаве спајања, ФрисландКампина је на папиру била највећа млекарска задруга на свету и број 3 као млекарска компанија. Млечни гигант је тада имао око 22.000 запослених, 17.000 повезаних фармера, промет од € 8,3 милијарде и 8,7 милиона тона прерађеног млека.

## Структура
Млекарска задруга ФрисландКампина УА има 17.000 чланова; то су произвођачи млека у Холандији, Немачкој и Белгији. Чланови су подељени у 14 округа и сваки округ има окружно веће које се састоји од десет произвођача млекара. Ови чланови се кандидују на изборима и бирају их произвођачи млека из свог округа. 140 чланова окружног већа чине савет чланства ФрисландКампине. Штавише, 14 председавајућих округа заједно формирају консултације председавајућег, што је звучна табла за одбор. Управни одбор Млекарске задруге ФриесландЦампина УА састоји се од девет произвођача млекара које именује Савет чланова на обавезујућу препоруку састанка председника ФрисландКампина. Ових девет фармера млекара управља задругом, доносе одлуке и одговорни су за процес доношења одлука. Чланови одбора су и део надзорног одбора компаније Ројал ФрисландКампина НВ, у којој Задруга Зујвел поседује све акције.

## Активности
Асортиман производа ФрисландКампине састоји се од млека, хране за бебе и бебе, млечних пића, јогурта, десерта, сирева, путера, кајмака, млека у праху и млечних састојака. Воћни сокови и воћни напици, организовани под именом Ридел, продавани су 2017. године.
Од 1. априла 2021. године активности су подељене на следећи начин:
FrieslandCampina Food & Beverage
- Ова пословна група потрошачима обезбеђује низ млечних производа са хранљивим састојцима из млека. Ово је убедљиво највећа делатност у смислу промета.

FrieslandCampina Specialised Nutrition
(ФрисландКампина Специјализована исхрана)
- Пословна група Специализд Нутришн нуди млечне производе високе нутритивне вредности за одређене групе потрошача.

FrieslandCampina Ingredients
(ФрисландКампина састојци)
- Производи састојке за исхрану одојчади и специфичне производе за одрасле из области медицинске исхране и спортске исхране.

FrieslandCampina Trading
- Ова пословна група производи и продаје сиреве, путер, млеко у праху и течне производе, као што су сирово млеко, кајмак, обрано млеко и млечни концентрат.

То је веома међународно активна компанија. У 2022. години више од 70% укупног промета остварено је ван Холандије. Немачка је друго домаће тржиште. У Европи, искључујући Холандију и Немачку, остварено је 24% промета, а Азија има удео у промету од око 30%. У 2022. години компанија је имала скоро 22.000 запослених и прерадила око 11 милијарди килограма млека. У 2009. години прерађено је 133,7 милијарди килограма широм Европске уније, што указује да је компанија велики играч на тржишту млека.
Неки од брендова компаније су Фрисхе Влаг, Вифит, Валес, Оптимел и Милнер.
У децембру 2016. преузео је 51% удела у пакистанској Енгро Фудс, другој по величини млечној компанији у земљи. ФрисландКампина је за ово платила 436 милиона евра и тиме ојачала своју позицију у централној Азији. Остали акционари Енгро Фудса су Енгро Корпорација Лтд. а 9% њених акција је котирано на пакистанској берзи. Почетком 2019. године, учинак ове бранше окарактерисан је као „посрнуо“.

### Резултати
Испод је табела са најважнијим фигурама ФрисландКампина од 2008:
| година | Приход  | Корпорат резултат | Нето- резултат | Укупно обрађено млеко (у кг) | Снабдевање млеком од чланови (у кг) |
| ------ | ------- | ----------------- | -------------- | ---------------------------- | ----------------------------------- |
| 2008   | €9454   | €248              | €135           | 11,446                       | 8589                                |
| 2009   | €8160   | €258              | €181           | 10,755                       | 8685                                |
| 2010   | €8972   | €434              | €285           | 10,266                       | 8821                                |
| 2011   | €9626   | €403              | €216           | 10,140                       | 8838                                |
| 2012   | €10,309 | €428              | €274           | 10,215                       | 8860                                |
| 2013   | €11,418 | €513              | 327 €          | 10,659                       | 9261                                |
| 2014   | €11,348 | €489              | €303           | 10,716                       | 9453                                |
| 2015   | €11,265 | €576              | €343           | 11,066                       | 10,060                              |
| 2016   | €11,001 | €563              | €362           | 11,231                       | 10,774                              |
| 2017   | €12,110 | €444              | €227           | 11,433                       | 10,716                              |
| 2018   | €11,553 | €342              | €203           | -                            | 10,375                              |
| 2019   | €11,297 | €423              | €278           | -                            | 10,020                              |
| 2020   | €11,140 | €268              | €79            | -                            | 10,064                              |
| 2021   | €11,501 | €355              | €172           | -                            | 9745                                |
| 2022   | €14,076 | €471              | €292           | -                            | 9502                                |

## Цена млека пољопривредницима
ФрисландКампина плаћа добављачима млека такозвану загарантовану цену, а чланови уз то добијају бонус за учинак. Гарантована цена је просечна цена млека која се плаћа пољопривредницима у околним земљама. Висина бонуса за рад зависи од финансијских резултата компаније. Од профита се одбија одређени број посебних накнада, а 25% остатка се исплаћује члановима као бонус за учинак. Чланови млекари који пасу своје краве на ливади најмање 120 дана у години и најмање 6 сати дневно добијају премију. У 2012. години ова премија је била € 0,50 на 100 кг млека.
Цена млека је под великим притиском од почетка 2015. године. Млечна квота је укинута 1. априла 2015. године, што је резултирало повећањем понуде млека.  Извоз млечних производа у Русију је скоро потпуно стао. Извоз млечних производа у Кину је порастао, али је укупна вредност извоза млечних производа пала за више од 10% у првих пет месеци 2015. у поређењу са истим периодом 2014.  За целу 2015. годину компанија је добила више од 10% млека више од својих чланова. У 2018. години дошло је до заокрета у производњи млека. Број музних крава је опао због нижег нивоа фосфата, а производња млека по крави је опала због веома сушног лета. 
У 2022. години надокнада која се исплаћује пољопривредницима за млеко ће нагло порасти. Снабдевање млеком је заостајало за снабдевањем у 2021. години, између осталог, због хладног времена и високих трошкова сточне хране и ђубрива. Потражња за млеком порасла је у Европи због укидања карантина. Резултат је био да су цене млека нагло порасле. Од касног лета па надаље, тржиште је постало уравнотеженије и цене су поново почеле да падају, али је у просеку гарантована цена у 2022. била скоро 50% виша него у 2021.
У наставку дајемо преглед структуре цене млека која се плаћа пољопривредницима од 2008. године. Разлика између гарантоване цене и укупне накнаде објашњава се низом посебних надокнада, укључујући испашу и резерву и камату на чланске обвезнице.
| година | Гарантована цена | Тотална компензација |
| ------ | ---------------- | -------------------- |
| 2008   | 35.89            | 36.66                |
| 2009   | 26.40            | 27.34                |
| 2010   | 32.39            | 34.35                |
| 2011   | 36.94            | 38.77                |
| 2012   | 33.87            | 36.24                |
| 2013   | 39.45            | 42.49                |
| 2014   | 39.38            | 42.31                |
| 2015   | 30.68            | 34.64                |
| 2016   | 28.38            | 32.26                |
| 2017   | 37.96            | 40.01                |
| 2018   | 36.05            | 37.43                |
| 2019   | 35.66            | 40.00                |
| 2020   | 34.46            | 35.72                |
| 2021   | 37.84            | 39.88                |
| 2022   | 55.21            | 58.69                |

## Тривија
Компанија је 2014. године освојила награду краља Вилема I.